# Saco gular

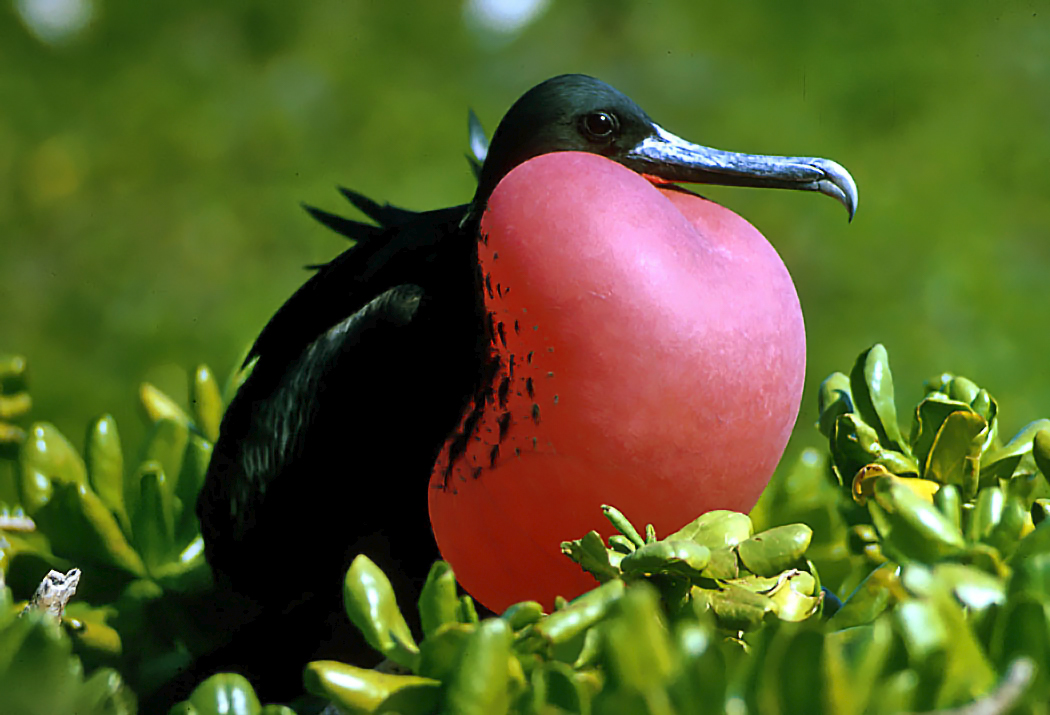
La fragata real macho (Fregata magnificens) tiene una bolsa gular que puede inflar para atraer pareja

El saco gular o bolsa gular es una bolsa de piel inflable presente en la región cervical en algunas especies de aves, mamíferos, reptiles y anfibios, utilizada para amplificar sonidos, almacenar alimentos o el cortejo. En el dragón de Komodo funciona como un aditamento para respirar mientras corre.
Esta bolsa es particularmente prominente en algunas aves marinas como los cormoranes y los pelícanos, en los cuales forman un saco utilizado para almacenar alimento temporalmente. En los cormoranes esta bolsa es coloreada, lo cual posiblemente tenga una función dentro de las interacciones sociales y el cortejo. Esto es evidente en las fragatas, el cual se insufla durante los rituales de apareamiento durante unos 20 minutos, luciendo como un gran balón rojo.
En mamíferos como las morsas, algunas especies de gibón y el siamang y muchos anfibios, esta bolsa puede inflarse para producir y amplificar los sonidos, advertir a sus rivales y ubicar y atraer a su parejas.